# Tramway de Gmunden
Le tramway de Gmunden dessert la ville de Gmunden, en Autriche.

## Réseau

### Matériel roulant
En 2014, le réseau commande 11 rames Tramlink du constructeur Vossloh. Le contrat de 30 millions d'euros prévoit la livraison pour 2015-2016, les rames seront bidirectionnelles et aptes à une vitesse de 70 km/h.